# Vai (taal)
Het Vai (ꕙꔤ), ook wel Vy of Gallinas genoemd, behoort tot de Mandétalen en wordt gesproken door het Vaivolk in Liberia en Sierra Leone, met respectievelijk 105.000 en 15.500 sprekers. Het is een toontaal en heeft 12 klinkers en 31 medeklinkers.

## Schrift
Het Vai is een van de weinige Afrikaanse talen met een schrift dat niet is gebaseerd op het Latijnse of Arabische schrift. Het heeft een eigen syllabisch schrift dat omstreeks 1833 werd ontwikkeld door Momolu Duwalu Bukele.
Het bestaan van het Vai werd in 1834 door Amerikaanse zendelingen wereldkundig gemaakt in de Missionary Herald, een tijdschrift uitgegeven door de American Board of Commissioners for Foreign Missions (ABCFM). Daarnaast werd het bestaan van de taal gemeld door Rev. Sigismund Wilhelm Koelle, een vertegenwoordiger van Church Mission Society of London in Sierra Leone.